# Estatua ecuestre de William Henry Harrison
La estatua ecuestre de William Henry Harrison se encuentra en el Parque Piatt de la ciudad de Cincinnati, en el estado de Ohio (Estados Unidos). La estatua monumental fue diseñada por el escultor Louis Rebisso y se inauguró el Día de los Caídos de 1896.

## Historia

### Biografía
William Henry Harrison fue un militar y político estadounidense. Nacido en una familia de clase de plantadores en Virginia en 1773, Harrison se unió al Ejército Regular en 1791 y participó en la Guerra India del Noroeste. En 1798, ingresó a la política, sirviendo en varios cargos en el Territorio del Noroeste y más tarde en el Territorio de Indiana. Después del servicio militar en la Guerra de 1812, Harrison volvió nuevamente a la política, sirviendo en varios cargos políticos en el recién creado estado de Ohio. Fue elegido presidente de los Estados Unidos en las elecciones de 1840, pero murió poco después de su toma de posesión, convirtiéndose en el primer presidente estadounidense en morir en el cargo. Harrison fue el primero de los ocho presidentes estadounidenses de Ohio.

### Contexto
Los esfuerzos para erigir una estatua monumental en Cincinnati en honor a Harrison comenzaron en 1886 cuando una comisión organizó un concurso en el que solicitaban a los escultores que presentaran sus propuestas antes del 10 de septiembre de 1887. En el invierno de 1886, la Asamblea General de Ohio asignó 25 000 dólares para este proyecto, y se proyecta que la estatua se inaugure en 1888, en el centenario del asentamiento de Marietta, Ohio. En octubre de 1887, la propuesta del escultor Louis Rebisso fue seleccionada por la comisión. Rebisso, nativo de Cincinnati, fue seleccionado entre muchos otros escultores, incluido Moses Jacob Ezekiel de Roma. El diseño de Rebisso representaría a Harrison como un anciano montado en su caballo favorito, convirtiéndolo en una estatua ecuestre. A pesar del año de dedicación planificado de 1888, un artículo publicado en agosto de 1891 señaló que en ese momento, Rebisso solo había completado el modelo de la estatua, que esperaba enviar a una fundición para moldearla en los próximos meses. El 21 de mayo de 1892, la estatua fue fundida en la fundición de MH Mossman en Chicopee, Massachusetts.

### Dedicación
A fines de 1892, la estatua se inauguró en Chicago como parte de la exhibición de Ohio en la Exposición Mundial Colombina. El gobernador de Ohio, William McKinley, y el presidente Benjamin Harrison (nieto de William Henry Harrison), entre otros, pronunciaron discursos en la inauguración. Después de la Exposición Colombina, la estatua se inauguró más tarde en el Parque Piatt en Cincinnati el 30 de mayo de 1896 ( Día de la decoración ). Según un artículo publicado en McClure's Magazine en enero de 1896, la estatua se había completado años antes, pero se había mantenido almacenada durante varios años "porque no había suficiente interés público en el asunto para cubrir el costo de instalación". Por ejemplo, a pesar de que la estatua en sí se completó en 1892, no fue hasta 1896 que se concertó un contrato para el pedestal, con Legner & Quaing de Cincinnati proporcionando el pedestal para la estatua. El monumento destaca por ser la única estatua ecuestre de la ciudad.

### Reubicación y controversia reciente
Si bien la estatua estaba ubicada originalmente cerca de la entrada de Vine Street del parque, se trasladó en 1988 a la de Elm Street. Esto fue parte de una remodelación del parque que también vio la ligera reubicación de la estatua de James A. Garfield.
En 2020, durante las protestas por George Floyd en todo el país, los manifestantes pidieron la retirada de la estatua, citando el historial de Harrison como propietario de esclavos. El 14 de junio de 2020, el concejal de la ciudad de Cincinnati, Chris Seelbach, anunció que presentaría una moción para retirar la estatua del parque, alegando que el monumento es "pro-esclavitud". Dos semanas después de que se propusiera la remoción, un representante de la Harrison/Symmes Memorial Foundation (que administra el William Henry Harrison Tomb State Memorial y un museo asociado en North Bend) dijo que estaría dispuesto a pagar por la reubicación de la estatua. a su museo en North Bend. El Cincinnati Enquirer declaró que la medida tendría que ser aprobada tanto por el consejo de la ciudad como por la Junta del Parque de Cincinnati. En enero de 2021, la estatua todavía se encuentra en el Parque Piatt.

## Diseño

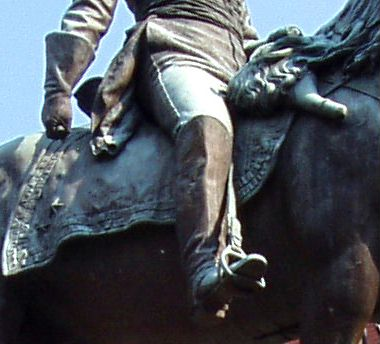
Detalle de la estatua, mostrando estribo y sin silla.

El monumento consiste en una estatua ecuestre de bronce de Harrison sobre un pedestal de granito Barre. La parte inferior de la base mide 6,7 m por 4,7 m Las frases "Primer presidente de Ohio" y "William Henry Harrison" están grabadas en lados opuestos del pedestal. La base de la estatua en sí cubre un área de aproximadamente 1,2 m por 1,8 m El pedestal mide 4 m de altura, mientras que la estatua mide 4,3 m alto. Harrison está representado con su traje militar, con un chapeau y con una espada en la mano. En una biografía de Harrison, la autora Gail Collins asumió que el caballo se inspiró en Whitey, un caballo personal propiedad de Harrison que había montado en su inauguración. En particular, el caballo no lleva una silla de montar, por lo que no está claro qué sujeta los estribos en su lugar.
En una publicación de 1912 sobre la historia de Cincinnati, el autor Charles Frederic Goss se refirió a la estatua como "muy excelente". Sin embargo, el libro de 1913 de Florence Cole Quinby The Equestrian Monuments of the World dice que "el pintoresco encabezamiento con una pluma le da a la obra una apariencia casi cómica".